# Sabine Weiß (Schriftstellerin)
Sabine Weiß (* 1968 in Hamburg) ist eine deutsche Schriftstellerin.

## Leben
Weiß studierte Germanistik, Erziehungswissenschaften und Geschichte an der Universität Hamburg und arbeitete seit 1995 als Journalistin mit Schwerpunkten in den Bereichen Kultur und Medien. Ihren ersten historischen Roman veröffentlichte sie 2007. Im Jahr 2017 erschien ihr erster Kriminalroman.
Sie lebt mit ihrer Familie in der Nordheide bei Hamburg.

## Werke

### Historische Romane
- Die Wachsmalerin. Verlag Marion von Schröder, Berlin 2007, ISBN 978-3-547-71124-0.
- Das Kabinett der Wachsmalerin. 2009, Verlag Marion von Schröder, Berlin 2009, ISBN 978-3-547-71125-7.
- Die Buchdruckerin. Verlag Marion von Schröder, Berlin 2010, ISBN 978-3-547-71160-8.
- Hansetochter. Bastei Lübbe, Köln 2014, ISBN 978-3-404-16887-3.
- Das Geheimnis von Stralsund. Bastei Lübbe, Köln 2014, ISBN 978-3-404-17146-0.
- Die Tochter des Fechtmeisters. Bastei Lübbe, Köln 2016, ISBN 978-3-404-17481-2.
- Die Feinde der Hansetochter. Bastei Lübbe, Köln 2016, ISBN 978-3-404-17321-1.
- Die Arznei der Könige. Bastei Lübbe, Köln 2018, ISBN 978-3-404-17646-5.
- Die Perlenfischerin. Bastei Lübbe, Köln 2019, ISBN 978-3-404-17775-2.
- Der Chirurg und die Spielfrau. Bastei Lübbe, Köln 2020, ISBN 978-3-404-17937-4
- Krone der Welt. Lübbe Köln, 2020, ISBN 978-3-404-18307-4.
- Gold und Ehre. Lübbe, Köln 2021, ISBN 978-3-404-18483-5.
- Die Leuchttürme der Stevensons. Lübbe, Köln 2024, ISBN 978-3-7577-0030-0.

### Kriminalromane der Liv-Lammers-Reihe
- Schwarze Brandung. Bastei Lübbe, Köln 2017, ISBN 978-3-404-17517-8.
- Brennende Gischt. Bastei Lübbe, Köln 2018, ISBN 978-3-404-17667-0.
- Finsteres Kliff. Bastei Lübbe, Köln 2019, ISBN 978-3-404-17822-3.
- Blutige Düne. Lübbe, Köln 2020, ISBN 978-3-404-17975-6.
- Tödliche See. Lübbe, Köln 2021, ISBN 978-3-404-18409-5.
- Düsteres Watt. Lübbe, Köln 2022, ISBN 978-3-404-18820-8.
- Zornige Flut. Lübbe, Köln 2023, ISBN 978-3-404-18962-5.
- Gefährlicher Sog. Lübbe, Köln 2024, ISBN 978-3-404-19266-3.
- Höllische Küste. Lübbe, Köln 2025, ISBN 978-3-404-19408-7.

### Sachbuch
- Lissabon und seine Tram. Mit Fotografien von André Poling. transpress, Stuttgart 2021, ISBN 978-3-613-71613-1.